# 贝恩德·特鲁申斯基
贝恩德·特鲁申斯基（德語：Bernd Truschinski，1949年4月13日—2008年1月25日），德国男子赛艇运动员。他曾代表西德参加世界赛艇锦标赛，获得一枚铜牌。他也曾参加1972年和1976年夏季奥林匹克运动会。